# Sexualidade de Jaime VI da Escócia e I de Inglaterra

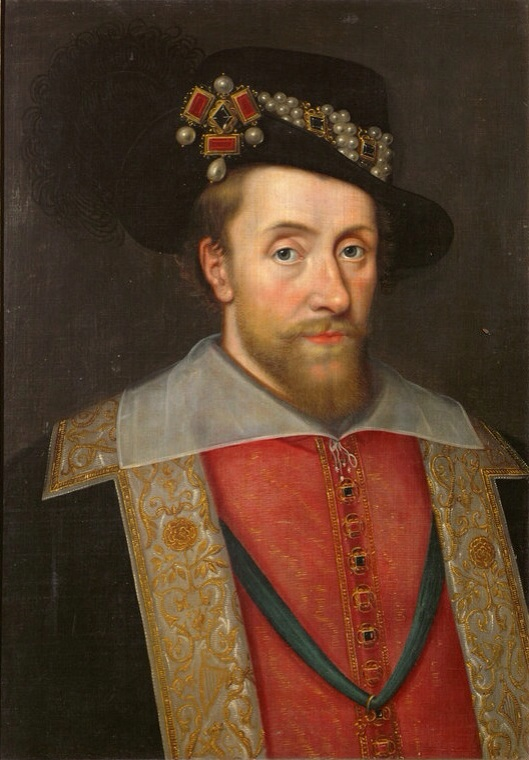
Retrato de Jaime VI & I, por John de Critz, c. 1605

Dos treze anos até sua morte, a vida do rei Jaime VI da Escócia e I de Inglaterra (1566–1625) foi caracterizada por relacionamentos próximos com uma série de favoritos do sexo masculino.
A influência que os favoritos de Jaime tinham na política e o ressentimento pela riqueza que eles adquiriram se tornaram grandes questões políticas durante seu reinado. O debate se os relacionamentos do rei com os homens eram sexuais permanece como um tópico recente da historiografia contemporânea.
Jaime certamente gostava da companhia de jovens bonitos, com quem às vezes dividia sua cama e era visualmente apaixonado em suas expressões de amor por eles. Por outro lado, Jaime era casado com a princesa Ana da Dinamarca, com quem teve oito filhos, e chegou a protestar ferozmente contra a sodomia.
A maioria dos historiadores e acadêmicos modernos afirmam que, dadas as evidências, as relações de Jaime com alguns ou todos os seus favoritos eram claramente sexuais. Outros consideram as evidências mais ambíguas e precisam ser entendidas em termos das expressões da masculinidade do século XVII, que eram distintas das da contemporaneidade.
A questão da sexualidade de Jaime pode ser considerada menos importante do que as consequências políticas do poder e do estatuto que ele concedeu aos seus favoritos. No entanto, particularmente desde o final do século XX, a análise histórica e os comentários sobre a vida pessoal de Jaime levantaram questões importantes sobre como as primeiras relações modernas entre pessoas do mesmo sexo (sejam sexuais ou platónicas) foram estruturadas e compreendidas e até que ponto as categorias modernas de sexualidade podem ser aplicadas a figuras históricas.

## Historiografia
Até o final do século XX, os relatos dos historiadores eram frequentemente tendenciosos pelas atitudes sociais negativas prevalecentes em relação aos relacionamentos entre pessoas do mesmo sexo. Os historiadores não conseguiam evitar o fato óbvio de que Jaime era atraído por homens. Alguns se referiam – geralmente obliquamente e certamente com julgamento – a possíveis interações sexuais com seus favoritos. A condenação moral por historiadores da atração homoerótica de Jaime era frequentemente parte de uma caracterização mais ampla dele como um rei mau ou fraco. A partir da década de 1980, reavaliações positivas do reinado de Jaime coincidiram com a crescente aceitação pública da homossexualidade. A questão da sexualidade de Jaime começou a ser separada de questões sobre seu caráter, julgamento e reinado. No final do século XX, o consenso era ver os relacionamentos entre Jaime e seus favoritos como sexuais. No entanto, na década de 1990, surgiu uma visão contrária – ou pelo menos problematizadora – com alguns académicos a argumentarem que muitos dos principais pontos de evidência citados a favor das relações serem sexuais, como Jaime partilhar uma cama ou trocar beijos com os seus favoritos, eram comportamentos que na época de Jaime eram amplamente vistos como símbolos públicos de amizade.
Resumindo as opiniões de historiadores mais recentes, a historiadora social Emma Dabiri afirmou em 2017 que agora poucos historiadores e biógrafos duvidam que Jaime fosse "gay ou bissexual". A biografia de John Matusiak de 2015, James I: Scotland's King of England, entende Jaime como "homossexual", embora não tenha certeza sobre a "extensão precisa do envolvimento sexual do rei com Lennox". A biografia de Keith Coleman de 2023, James VI and I: The King Who United Scotland and England, entende os relacionamentos de Jaime com Somerset e Buckingham como sexuais, acrescentando que seu relacionamento com Lennox provavelmente também era. Steven Veerapen, autor de The Wisest Fool: The Lavish Life of James VI and I, de 2023, também lê os relacionamentos de Jaime com seus favoritos como sexuais, descrevendo o rei como, em termos modernos, "bissexual",<
 com uma "forte preferência por homens". Junto com os historiadores mais recentes, a leitura do historiador Gareth Russell é que "Jaime e Villiers eram de fato amantes apaixonados". Benjamin Woolley, biógrafo de Villiers, diz que a linguagem que o rei e o duque usaram um com o outro em suas cartas "mostra claramente um relacionamento muito profundo, complexo e provavelmente sexual entre eles".
Ao rever as cartas e poemas de Jaime e focar no desejo em vez das ações, o professor David M. Bergeron vê os relacionamentos de Jaime com favoritos como Lennox, Somerset e Buckingham compreendendo uma "intimidade especial, incluindo, mas não se limitando ao desejo homoerótico", com as cartas de Jaime aos seus favoritos masculinos como "sinais de desejo erótico [e] amor entre pessoas do mesmo sexo".

### Relatos contemporâneos sobre Jaime
Eu discuti com [meu amigo coisas] que eram secretas, como o pecado da sodomia, quão frequente ele era nesta cidade perversa, e se Deus não provesse alguma bênção maravilhosa contra isso, não poderíamos deixar de esperar alguma punição horrível por isso; especialmente sendo, como tínhamos motivos prováveis para temer, um pecado no príncipe.— Sir Simonds d'Ewes (1622)
Os contemporâneos de Jaime acreditavam geralmente que as suas relações com as suas favoritas eram sexuais e "[a] impressão que Jaime e os seus favoritos estavam envolvidos sexualmente era generalizada".
De acordo com o professor Cezara Bobeica, "Fofocas e preocupações sobre sexualidade desviante" não eram novidade (denúncias semelhantes foram feitas sobre os favoritos da rainha Isabel I)", mas, de acordo com Bobeica, "sob o governo de Jaime, a novidade foi o aumento exponencial de tais acusações de sodomia". Os comentários sobre as "interações eróticas de Jaime com seus favoritos" nem sempre foram especulativos, mas, como o historiador Michael B. Young observa, foram baseados na observação de Jaime "abraçando, caindo sobre os pescoços e beijando seus favoritos em público".
Contemporâneos observaram as interações de Jaime com seus favoritos e comentaram sobre elas em seus diários, cartas e relatórios. Por exemplo, comentando de forma geral, Albert Fontenay escreveu que o "amor de Jaime pelos favoritos é indiscreto e obstinado"; e John Hacket escreveu que o primeiro amor de Jaime foi [[Esmé Stewart, 1.º Duque de Lennox], cuja relação datava de sua adolescência. Comentando sobre a afeição pública de Jaime por Stewart, Sir Henry Widdrington registrou que Jaime "dificilmente consegue deixá-lo fora de sua presença, e está tão apaixonado por ele, que, à vista das pessoas, muitas vezes o agarra pelo pescoço com os braços e o beija". David Moysie escreveu em suas memórias que Jaime, "tendo concebido uma afeição interior por [Stewart], entrou em grande familiaridade e propósitos silenciosos com ele" (David Harris Willson observa que "grande familiaridade e propósitos silenciosos" têm uma "conotação especial no idioma escocês da época" para interações sexuais). Da mesma forma, Thomas Fowler relatou que Jaime "beijou [o conde de Huntly] para o espanto de muitos", acrescentando que "acredita-se que este rei seja carregado demais por jovens que se deitam em seu quarto e são seus asseclas". Sobre as interações de Jaime e Robert Carr, Thomas Howard relatou que Jaime "se apoia no braço [de Carr], toca suas bochechas, alisa sua vestimenta franzida". Sobre Jaime e seus favoritos – especialmente George Villiers – o político John Oglander registrou que Jaime "amava os jovens, seus favoritos, mais do que as mulheres, amando-os além do amor dos homens pelas mulheres. Nunca vi um marido afetuoso fazer tanto ou tão grande flerte com sua bela esposa como vi o rei Jaime com seus favoritos, especialmente o duque de Buckingham". Um embaixador veneziano também relatou que Jaime havia dado a Villiers "todo o seu coração, que não come, ceia ou fica uma hora sem ele e o considera toda a sua alegria". Após um baile de máscaras, na qual Villiers e o filho de Jaime, Carlos, dançaram e impressionaram o rei, o embaixador relatou que Jaime, ao mesmo tempo em que demonstrava afeição por Carlos, "honrou o duque [ou seja, Villiers] com sinais de extraordinária afeição, dando-lhe tapinhas no rosto".
Fontes semelhantes também comentaram sobre o que chamou a atenção de Jaime nos homens ao seu redor, ou seja, aparências efeminadas. Thomas Howard comentou que Jaime "admira a boa moda em roupas" e "se concentra na boa aparência e nos belos apetrechos", citando Robert Carr como um exemplo de alguém bem-sucedido em chamar a atenção do rei porque ele "trocou de alfaiates e comerciantes muitas vezes, e tudo para agradar ao príncipe". Howard descreveu que Carr como "de membros retos, bem favorecido, ombros fortes e rosto liso". O embaixador francês Tillières relatou que a paixão de Jaime era por homens com rostos bonitos, de preferência sem pelos faciais. Mais tarde no mesmo século, o historiador monarquista Conde de Clarendon escreveu sobre Jaime, "ainda assim, de todos os homens sábios vivos, ele era o mais encantado e levado por pessoas bonitas e com roupas finas"; e que a "primeira introdução de Buckingham ao favor foi puramente pela beleza de sua pessoa", a quem o rei concedeu honras e riquezas por causa "da beleza, graciosidade e decoro de sua pessoa".
Sabendo da atração do rei por jovens bonitos, facções rivais dentro da corte jacobina "procuraram influência sobre o rei promovendo jovens bonitos que esperavam que ganhassem o seu favor". Um antigo favorito de Jaime, James Hay, por exemplo, "tentou minar a influência de [Robert Carr] (e aqueles eram relacionados com ele) sobre o rei". Por sua vez, William Herbert e o Arcebispo de Canterbury George Abbot "exploraram os encantos [de George Villiers] para derrubar o prévio favorito real, Robert Carr". De modo que, Villiers tornou-se mais efeminado: "bem barbeado e com as suas pernas longas e elegantes proeminentemente expostas"; e os "rivais de Villiers na corte procuraram a sua queda ao tentarem James com outros jovens bonitos". Por exemplo, em 1618 a família Howard tentou usar Sir William Monson para derrubar e substituir Villiers; Os apoiadores de Monson queriam "criar  [...] este novo ídolo" e fizeram "grande esforço para enganá-lo e pregá-lo, além de lavar seu rosto todos os dias com coalhada de 'posset'")  e, em 1622, Lionel Cranfield tentou fazer o mesmo usando Sir Arthur Brett, embora ambas as tentativas tenham falhado.
Insinuações sobre os atos sexuais de Jaime com outros homens o seguiram por toda a sua vida. Comentários foram feitos em uma variedade de fontes além de relatórios e diários. Curtis Perry, em um artigo de 2000 sobre "A política de acesso e representações do rei sodomita na Inglaterra moderna", afirma que "[a]s imagens sodomíticas de Jaime I [foram] promulgadas em libelos de versos manuscritos, memórias mesquinhas e panfletos políticos escritos por contemporâneos descontentes". Embora alguns deles sejam suspeitos, pois foram escritos por aqueles que se opunham aos favoritos de Jaime para caluniá-los, particularmente por meio de uma convenção literária que lhes atribui todos os tipos de males (que é a preocupação de Perry em seu artigo), outras fontes são mais confiáveis, pois são menos suscetíveis a tais convenções literárias.
Quando Jaime ascendeu ao trono inglês em 1603, um epigrama circulou em Londres: "Isabel era o rei: agora Jaime é a rainha". De acordo com o historiador italiano Gregorio Leti, o epigrama foi escrito na porta de seu gabinete e era uma pasquinada referindo-se às naturezas 'incomuns' de Isabel e Jaime. O diarista puritano Simonds d'Ewes escreveu em 1622 sobre sua preocupação de que "o pecado da sodomia" havia se tornado 'um pecado tanto no príncipe quanto no povo'". No ano seguinte, o poeta huguenote Théophile de Viau observou da França que "é bem sabido que o rei da Inglaterra / fode o duque de Buckingham". Um poema chamado To Buckinghame faz referência à sodomia em seu trocadilho "buck-in-game" com uma versão proclamando no final do poema que o rei ama o favorito "Somente, por sua aparência".
Dois poemas que relatam o relacionamento de Jaime e Buckingham como Zeus e Ganímedes, respectivamente, são os poemas que "mais explicitamente alegaram um relacionamento homossexual entre o rei e seu favorito "Ganímedes". Um dos poemas, de Alexander Gill, o Jovem, pede a Deus para salvar "meu soberano de um Ganímedes / Cujo hálito de prostituta tem o poder de guiar / Sua Majestade para onde ele quiser" - o autor comentou corretamente que o poema expressava o que muitos pensavam. O outro poema descreve as consequências terríveis, para o poeta, do suposto relacionamento sexual do rei com Buckingham por meio de imagens da "desordem moral e política que assola a corte de Júpiter [ou seja, Júpiter], rei dos deuses, como resultado da paixão sexual do rei pelo menino troiano Ganímedes". Com a acusação de sodomia do poema, os outros deuses, em guerra com Júpiter (que "com Ganímedes está brincando", alheio à punição iminente por "amar tanto contra a natureza") "ameaçam sem misericórdia / Queimá-lo / Que assim se voltou / O prazer do amor por detrás". Outro poema retrata o parlamento como a esposa leal de Jaime e o rei como seu marido que foi infiel a ela por ser um Ganímedes - o parceiro passivo - para Buckingham, deixando-se assim aberto a ser sodomizado pela Espanha e pelo Papado. Em 1627, Dominick Roche, um vereador de Limerick, disse que o rei da Espanha rompeu um casamento entre sua filha e o filho de Jaime quando descobriu que ambos pai e filho cometeram "crimes não naturais" com Buckingham, com o rei da Espanha "sabendo que eles eram culpados de um pecado tão hediondo".
É possível que comentários também tenham sido feitos sobre as diferenças de idade entre Jaime e seus favoritos Carr (Conde de Somerset) e Buckingham – havia pelo menos 20 anos entre eles. Por exemplo, embora não possa ser provado sem dúvida que se referia a Jaimes e seus favoritos, Thomas Carew escreveu uma mascarada celebrando a "afeição conjugal" entre o filho de Jaime, Carlos I, e Henriqueta Maria de França, potencialmente contrastando-a com Jaime e seus favoritos, dizendo que o exemplo do casamento de Carlos e Henriqueta Maria inspirou Júpiter a proibir o amor de meninos de sua corte celestial: "Ganímedes está proibido de ir ao Quarto de Dormir.  [...] Os Deuses não devem manter nenhum Pajem, nem Noivo de sua Câmara com menos de 25 anos". Michael B. Young comenta, no entanto, que Carr e Villiers, já com vinte e poucos anos, fogem à regra.

### A condenação da sodomia por Jaime
No livro de Jaime sobre a realeza, Basilikón Dōron, o rei listou crimes que eram traiçoeiros e justificavam a pena de morte, incluindo a sodomia.
O historiador Alan Bray argumenta que o conceito moderno de homossexualidade obscureceu a compreensão do conceito renascentista de sodomia. A sodomia pode ser melhor entendida em termos modernos como "libertinagem", representando não apenas o comportamento sexual, mas uma ruptura da ordem social. Na época de Jaime, "a amizade entre homens era entendida como o principal relacionamento público, a própria essência da civilidade e da ordem social". Como tal, as relações íntimas entre homens, que podem ou não ter envolvido elementos sexuais, podem ser consideradas positivamente como amizade ou, quando perturbam a ordem social, negativamente como sodomia. Nessa leitura, as acusações de sodomia levantadas contra Jaime surgiram como resultado do poder perturbador que ele concedeu aos seus favoritos. Entretanto, o rei pode ter visto o sexo com os seus favoritos como um direito patriarcal. O historiador Jonathan Goldberg argumenta que Basilikon Doron é a prova de que "a sodomia era tão completamente politizada que nenhum rei poderia aplicar o termo a si próprio".
Em sua obra King James and the History of Homosexuality, Young sugere argumentos mais simples para explicar a forte rejeição do rei à sodomia. Jaime pode ter sido simplesmente um hipócrita sobre o assunto. Alternativamente, a definição legal de sodomia se relacionava apenas à relação sexual anal, e o rei pode ter se entregado a outros comportamentos com homens (como masturbação mútua) que hoje seriam vistos como homossexuais, mas não seriam vistos como sodomia. O historiador John Philipps Kenyon comenta que, apesar do estigma colocado no sexo entre homens na época de Jaime, "a homossexualidade era um vício imperial [...] e  [...] a indulgência sexual por si só raramente contribuiu para a queda dos governantes, ou mesmo minou visivelmente seu prestígio."

## Casamento

### Ana da Dinamarca

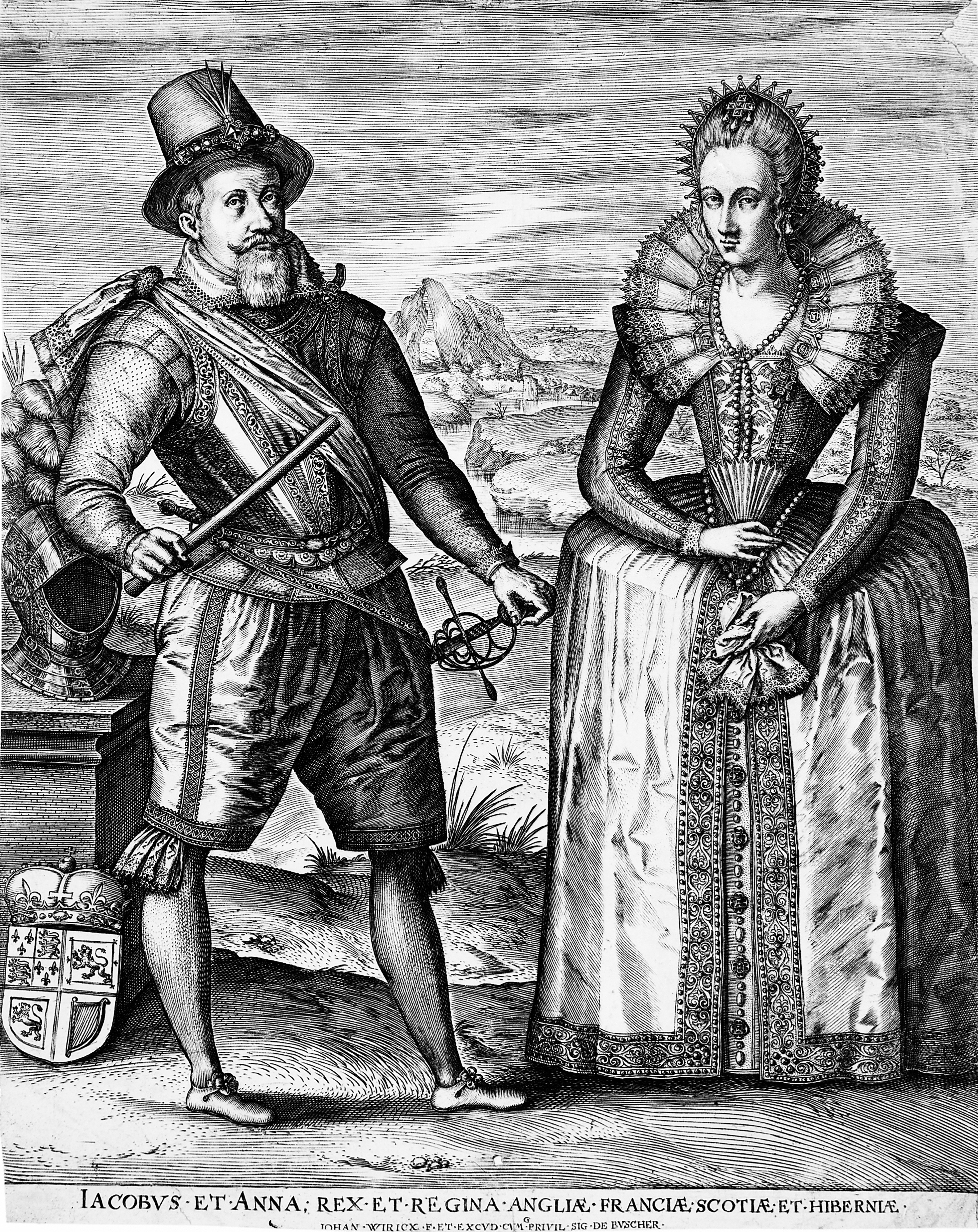
Gravura de Jaime VI e I com a esposa Ana da Dinamarca.

Jaime se casou com a princesa Ana da Dinamarca em 1589 para estabelecer uma forte aliança protestante na Europa continental. Inicialmente, Jaime parecia entusiasmado com a esposa, ao ponto de cruzar o Mar do Norte com uma comitiva real para buscá-la depois que os esforços iniciais de Ana navegar para a Escócia foram frustrados por tempestades.
Alguns anos se passaram antes que o primeiro filho de Jaime e Ana, o príncipe Henrique Frederico, nascesse em 1594. Em julho de 1592, James Halkerston foi suspeito de escrever versos que sugeriam que o rei Jaime teria relaçōes sexuais com suas favoritas enquanto a esposa permanecia virgem. O alegado vínculo extraconjugal do rei com Anne Murray pode ter sido plantado para acabar com tais rumores.
O casamento mais tarde esfriou e foi marcado por vários atritos conjugais, alternando entre momentos de afeição e distanciamento. A rainha Ana ficou particularmente chateada com Jaime colocando o príncipe Henrique sob a custódia de John Erskine, Conde de Mar no Castelo de Stirling, causando a separação entre filho e mãe. Os dois tiveram oito filhos, com o último nascido em 1607, embora algumas fontes citem que em 1606 eles já haviam começado a viver em termos separados. Jaime perdeu o interesse pela esposa e foi dito que ela levou uma vida triste e reclusa depois disso, aparecendo em funções da corte ocasionalmente. O embaixador veneziano Piero Contarini relatou durante o que seriam os últimos anos da vida de Ana que "Ela está infeliz porque o rei raramente a vê e muitos anos se passaram desde que ele a viu".
Apesar de sua negligência com Ana, Jaime foi afetado por sua morte ao ponto de compor um poema em sua memória.

## Possível relacionamento heterossexual

### Anne Murray
Há algumas evidências de um relacionamento entre Jaime e Anne Murray, mais tarde Lady Glamis.
 Ana era filha de John Murray, 1.º Conde de Tullibardine, mestre da Casa do rei. A historiadora Pauline Croft data o relacionamento romântico entre o rei e Murray enre 1593 e 1595.
As evidências compreendem uma carta, datada de 10 de maio de 1595, para Lorde Burghley, na qual Sir John Carey escreveu sobre uma "bela amante Anne Murray, a amante do rei", e um poema composto por Jaime intitulado A Dream on his Mistress my Ladie Glammes (Um sonho sobre sua amante, minha senhora Glammes), que se acredita ser sobre Murray, no qual Jaime chama Glamis de "minha amante e meu amor".
Com base nas "esparsas, embora provocantes evidências", alguns historiadores, como Coleman e Matusiak, acham "difícil evitar a impressão" de que Jaime teve "pelo menos uma excursão extraconjugal com um membro do sexo oposto". Para Allan F. Westcott, a escassez de evidências reflete que o relacionamento era simplesmente um "flerte convencional, meio literário". Outra possibilidade é que a amante do rei fosse "um exercício de manipulação política" para desviar os rumores de que Jaime era um "sodomita": Murray chegou quase na mesma época em que circulavam rumores de que o rei não havia concebido um filho com sua esposa porque se sentia atraído por homens e não por mulheres.

## Possíveis relacionamentos homossexuais
... seu hábito persistente e imprudente de se apaixonar perdidamente por favoritos bonitos, arrogantes e imprudentes... Bad Gays: A Homosexual History (2022)

### Esmé Stewart, 1.º Duque de Lennox

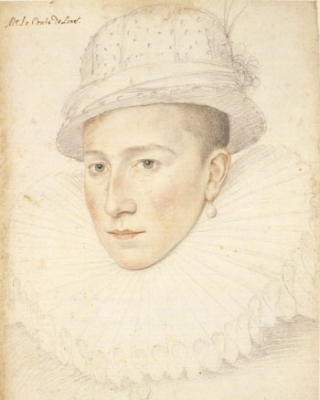
Esmé Stewart, por François Clouet

Quando da sua entrada formal em Edimburgo, Jaime, aos 13 anos, conheceu seu primo, o lorde franco-escocês Esmé Stewart, cerca de 24 anos mais velho e a quem o líder puritano Sir James Melville descreveu como "de natureza, reto, justo e gentil". Tendo chegado da França, Stewart era um visitante exótico que fascinou o jovem Jaime. Os dois se tornaram extremamente próximos e foi dito por John Hacket, capelão de Jaime, que "desde o momento em que ele [Jaime] tinha quatorze anos e não mais, isto é, quando Lorde Aubigny [Esmé Stewart] veio da França para a Escócia para visitá-lo, ele começou [...] a achegar o Gratioso [Esmé Stewart] nos abraços de seu grande Amor", e por Sir Henry Widdrington que Jaime se tornou "tão apaixonado por ele que, à vista das pessoas, muitas vezes ele o agarrava pelo pescoço com os braços e o beijava". 
O rei primeiro fez de Esmé um Cavalheiro do Quarto de Dormir. Mais tarde, ele o nomeou para o Conselho Privado e o criou conde e finalmente "Duque de Lennox". Lennox foi potencialmente capaz de interessar Jaime na religião católica e efetuar mudanças culturais na corte, controlando o acesso ao quarto de dormir do rei. Sob a influência de Lennox, Jaime adquiriu um novo guarda-roupa, aprendeu a dançar, e praticou exercícios de equitação cortesãos de inspiração francesa. Na Escócia presbiteriana, a ideia de um duque católico irritou muitos, e Lennox teve que fazer uma escolha entre sua fé católica ou sua lealdade a Jaime. No final, Lennox escolheu Jaime e o rei lhe ensinou as doutrinas do calvinismo. O clero escocês permaneceu desconfiado de Lennox após sua conversão pública e ficou alarmado quando ele fez com que o conde de Morton fosse julgado e decapitado sob acusações de traição. O ministério escocês também foi avisado de que o duque procurava "atrair o rei para a luxúria carnal".
Em resposta, os nobres escoceses conspiraram para expulsar Lennox. Eles o fizeram atraindo Jaime para o Castelo Huntingtower como um convidado, mas então o mantiveram como prisioneiro por dez meses; os lordes então o forçaram a banir Lennox. O duque viajou de volta para a França e manteve uma correspondência secreta com Jaime. Lennox, nessas cartas, diz que desistiu de sua família "para me dedicar inteiramente a você"; ele orou para morrer por Jaime para provar "a fidelidade que está gravada em meu coração, que durará para sempre". O ex-duque escreveu: "Aconteça o que acontecer comigo, sempre serei seu fiel servo... você é o único neste mundo a quem meu coração está decidido a servir. E queria a Deus que meu peito fosse aberto para que se pudesse ver o que está gravado nele."
Jaime ficou devastado pela perda de Lennox. Em seu retorno à França, Lennox teve uma recepção fria como um católico apóstata. Os nobres escoceses pensaram que estariam certos em suas convicções de que a conversão de Lennox era artificial quando ele retornasse à França. Em vez disso, o ex-duque permaneceu presbiteriano e morreu logo depois. Foi dito que William Schaw trouxe o coração de Lennox para a Escócia. Jaime havia repetidamente garantido a sinceridade religiosa de Lennox e o homenageou em um poema chamado Ane Tragedie of the Phoenix, que o comparava a um pássaro exótico de beleza única morto pela inveja.

### Richard Preston, 1.º Conde de Desmond
Nascido no seio de uma família nobre de Edimburgo, atuou como pajem na corte do rei na Escócia, onde foi companheiro do rei desde a infância.
Como pajem, Preston ganhou o favor especial do rei nas décadas de 1580 ou 1590, após a partida de Lennox. Quando Jaime ascendeu ao trono inglês como "Jaime I" em 1603, Preston o acompanhou à Inglaterra e foi nomeado cavaleiro na coroação do rei em Londres em 25 de julho de 1603 na antiga cerimônia elaborada que incluía o banho do novo cavaleiro.
Ele então foi feito um mordomo da câmara privada. Em 1607, Preston foi nomeado Condestável do Castelo de Dingwall na Escócia. Ele comprou a baronia de Dingwall e em 8 de junho de 1609 o rei o criou "Lorde Dingwall". A proximidade de Preston com o rei e a profusão de honras que o rei lhe concedeu criaram fofocas sobre o relacionamento deles. Um emblema produzido pelo gravador Henry Peacham pode ridicularizar secretamente Preston pela maneira como ele ganhou suas honras por meio do favor do rei, em vez de conquistas pessoais, e insinuar sobre seu envolvimento na "libertinagem, efeminação e desejo pelo mesmo sexo" que se pensava estar na corte de Jaime.
Nesse ínterim, o rei conheceu em 1608 Robert Carr, que se tornou seu favorito e parece ter suplantado Lorde Dingwall - embora Dingwall também pudesse ter sido fundamental para organizar o relacionamento de Carr com o rei, e Dingwall permaneceu em boas graças com o rei durante toda a vida do rei. Dingwall também ajudou outro dos favoritos de Jaime, George Villiers, a ganhar destaque.

### Robert Carr, 1.º Conde de Somerset

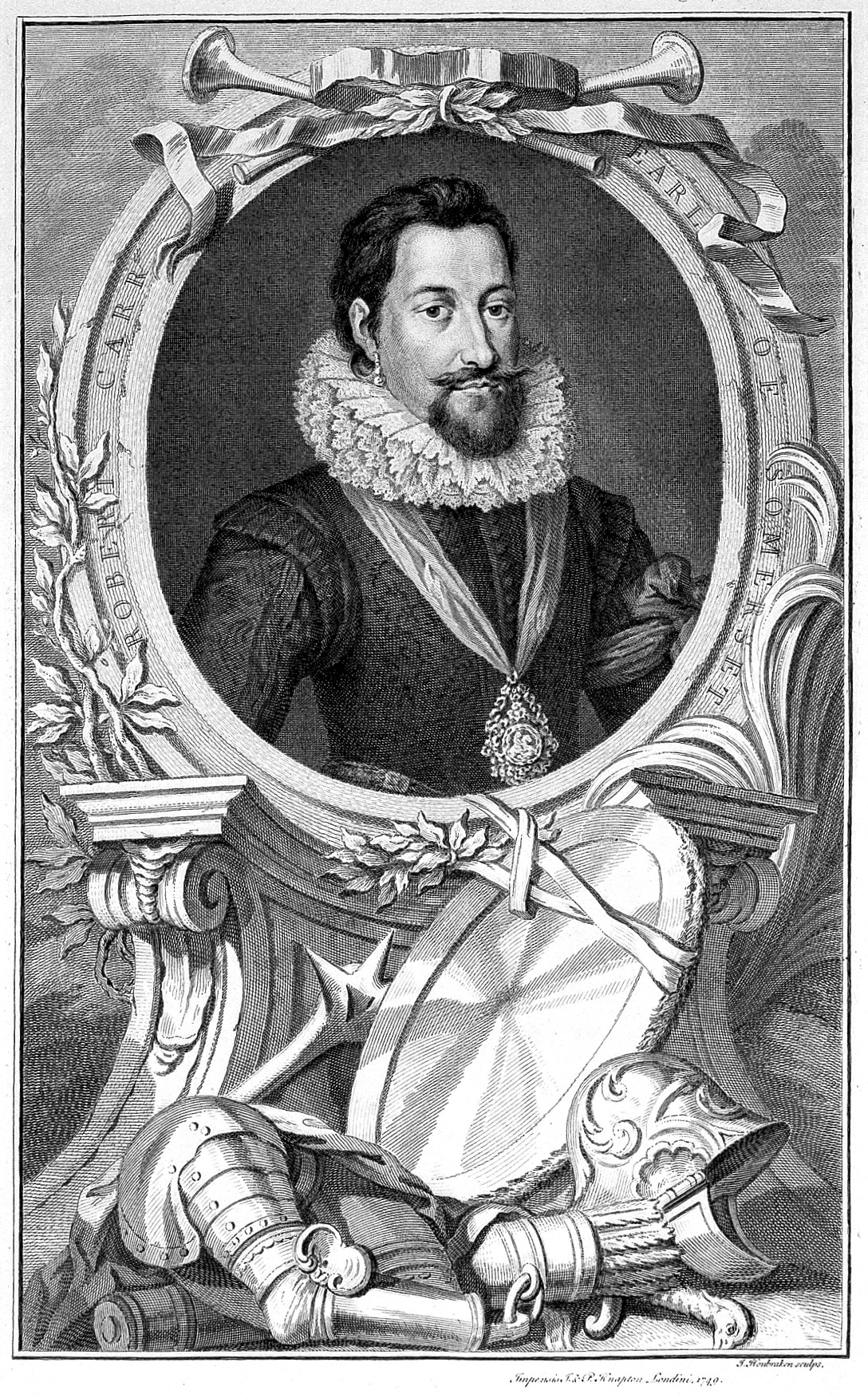
Gravura de Somerset

Em 1607, durante uma justa num torneio real, Carr, de 20 anos, foi derrubado do cavalo e quebrou a perna. De acordo com Thomas Howard, 1.º Conde de Suffolk , Jaime se apaixonou pelo jovem e, com o passar dos anos, encheu Carr de presentes. Jaime era vinte anos mais velho que Carr. Carr foi feito um Cavalheiro do Quarto de Dormir e era conhecido por sua bela aparência, bem como por sua inteligência limitada; ele também foi feito um Cavaleiro da Ordem da Jarreteira, um Conselheiro Privado e "Visconde Rochester". A esposa e filho mais velho de Jaime "não estavam muito satisfeitos com ele [Carr]".
O início da perda de seu favoritismo aconteceu depois que Carr se envolver com Frances Howard, uma bela jovem mulher casada. A pedido de Rochester, Jaime reuniu uma corte de bispos que permitiu Howard divorciar-se do marido para se casar com Carr. Como presente de casamento, Carr foi criado "Conde de Somerset".
Em 1615, Jaime desentendeu-se com Somerset. Numa carta, Jaime queixou-se, entre outras coisas, que Somerset tinha estado "a recuar e a retirar-se de deitar-se no meu quarto, apesar das minhas muitas centenas de vezes fervorosas solicitações para o contrário" e que ele repreendeu Jaime "mais dura e amargamente do que nunca o meu mestre Buchanan ousou fazer".
A queda do favorito deu-se a partir de um escândalo público estourou quando a nova esposa de Somerset foi acusada de envenenar Sir Thomas Overbury. Embora Somerset se recusasse a admitir qualquer culpa, sua esposa confessou, e ambos foram condenados à morte. O rei comutou a sentença. No entanto, eles foram presos na Torre de Londres por sete anos, após os quais foram perdoados e autorizados a se retirar para uma propriedade rural.

### George Villiers, 1.º Duque de Buckingham

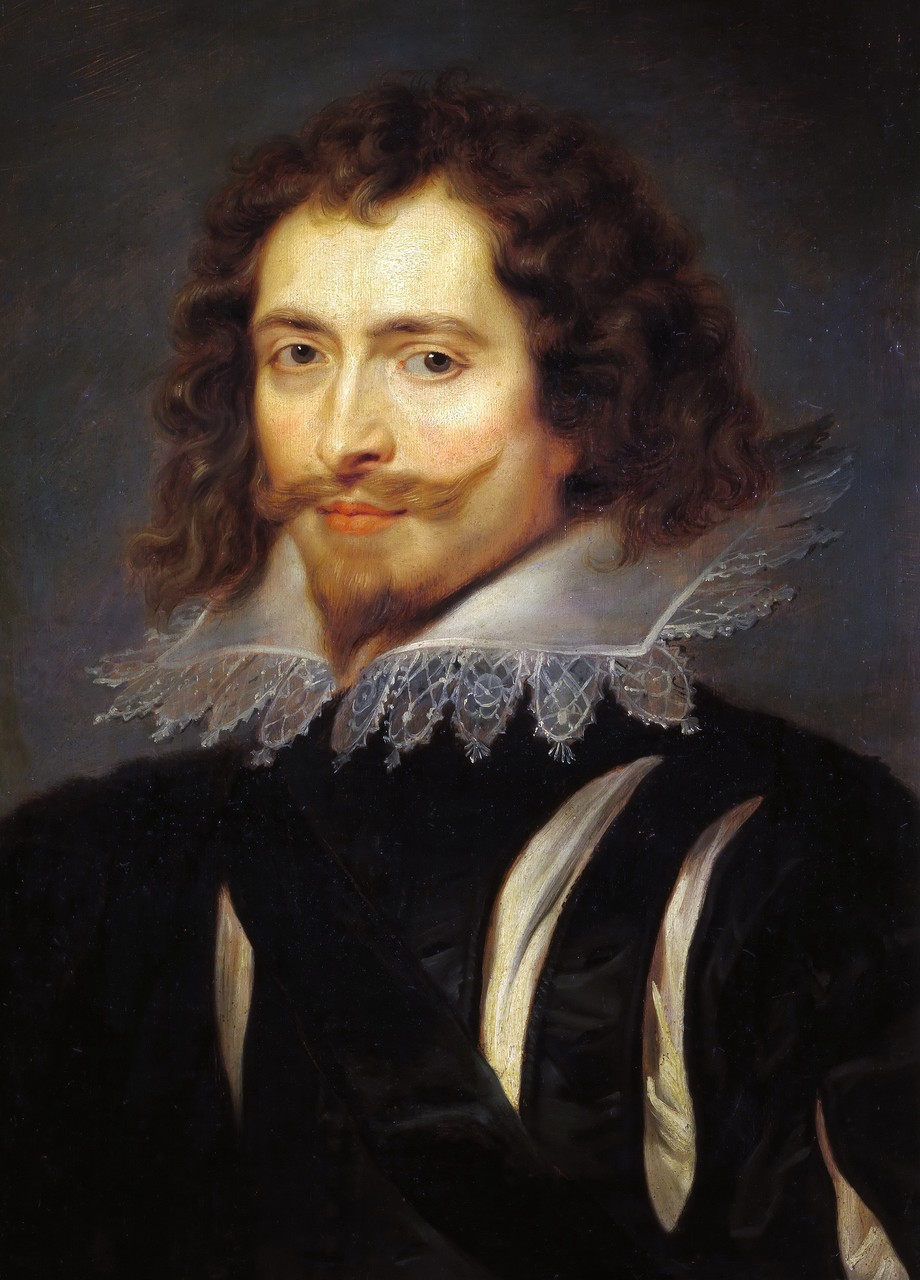
George Villiers, por Sir Peter Paul Rubens

O último e mais notável dos favoritos de Jaime foi George Villiers. Filho de um cavaleiro da baixa nobreza de Leicestershire, Villiers conheceu o rei em 1614, na mesma época em que a relação entre Jaime e seu outro favorito, Somerset, estava se deteriorando. Buckingham, então com 22 anos, foi descrito como excepcionalmente bonito, inteligente e honesto. Sua mãe, Mary Villiers, o enviou para a França para ser educado como cortesão.  Em 1615, Jaime o nomeou cavaleiro e oito anos depois ele foi o primeiro plebeu em mais de um século a ser elevado a um ducado - como "Duque de Buckingham" - embora ele tenha sido criado em sequência como Cavaleiro da Ordem da Jarreteira e "Visconde Villiers", como "Conde de Buckingham" e depois "Marquês de Buckingham".
O rei foi direto e desavergonhado em sua declaração de amor por Buckingham e comparou-a ao amor de Jesus por João:
Eu, Jaime, não sou um deus nem um anjo, mas um homem como qualquer outro. Portanto, ajo como um homem e confesso amar aqueles que me são queridos mais do que outros homens. Você pode ter certeza de que amo o conde de Buckingham mais do que qualquer outra pessoa, e mais do que vocês que estão aqui reunidos. Desejo falar em meu próprio nome e não que isso seja considerado um defeito, pois Jesus Cristo fez o mesmo e, portanto, não posso ser culpado. Cristo teve João, e eu tenho George.
A proximidade entre os dois pode ser vista nas cartas que escreveram um ao outro, que Young, Norton e Bergeron classificam como de cartas de amor. Jaime chamava Buckingham de "Meu único filho doce e querido" ao correspondente de Buckingham "querido pai", que Jaime ecoou, chamando a si mesmo de "seu querido pai". O apelido de Jaime para Buckingham era Steenie (uma contração escocesa de Steven), inspirado em Santo Estêvão, que teria o rosto de um anjo e cujo retrato o mostrava particularmente bonito. Outros nomes familiares que o rei tinha para Buckingham eram "escravo" e "cachorro""; o segundo provavelmente é uma alusão lúdica ao amor de Jaime por cães. Jaime também se referia a Buckingham e a si mesmo e como "marido" e "mulher". Escrevendo a Buckingham em dezembro de 1623, Jaime já viúvo, disse ao duque que estava ansioso pelo casamento deles na época do Natal.
Minha único e doce e querido filho,
...Não posso me contentar sem lhe enviar este presente, rezando a Deus para que eu possa ter um encontro alegre e confortável com você e que possamos fazer neste Natal um novo casamento para sempre ser mantido no futuro; pois, Deus me ama tanto, que desejo apenas viver neste mundo por sua causa, e que eu preferiria viver banida em qualquer parte da terra com você do que viver uma vida de viúva triste sem você. E então Deus a abençoe, meu doce filho e 'esposa', e conceda que você possa sempre ser um conforto para seu querido pai e marido.
"Para Jaime e Buckingham, ser marido e mulher implica amor conjugal, incluindo paixão e expressão sexual", aponta Bergernon, que vê nas palavras de Jaime uma descrição de "um casamento entre pessoas do mesmo sexo que Jaime vê como totalmente desejável".
As cartas de Buckingham retribuíam o afeto de Jaime, declarando de várias maneiras: "Eu naturalmente amo sua pessoa e adoro todas as suas outras partes, que são melhores do que qualquer homem já teve", "Eu desejo apenas viver no mundo por sua causa" e "Eu viverei e morrerei como seu amante". Enquanto Buckingham estava na Espanha tentando arranjar um casamento para o filho do rei, Jaime frequentemente lhe escrevia expressando seu desejo por seu retorno aos "braços de seu querido e velho pai". Em uma dessas cartas, ele declarou: "Eu não me importo com o casamento nem com nada, então eu posso ter você em meus braços novamente. Deus o conceda! Deus o conceda! Deus o conceda!".Bergeron comenta: "Os braços envolventes podem conotar emoção e intimidade, parênteses envolvendo o amado".
Em resposta, Buckingham expressou sua ânsia de retornar para casa para Jaime: "Agora não consigo pensar em agradecer por um amigo, esposa ou filho; meus pensamentos estão voltados apenas para ter as pernas do meu querido pai e mestre em breve em meus braços". Em uma carta anterior, ele havia se descrito como um homem que "te ameaça, que quando ele pegar sua cabeceira da cama novamente, nunca mais saia dela". Comentando as palavras de Buckingham, Young diz que elas são "altamente sugestivas", e, Bergeron, que "a caneta escreve sobre o desejo ... [ele] poderia ter optado por uma declaração menos explícita. Mas ele reforça o desejo ao nomear o corpo do amado... O corpo transmite o que o coração deseja; o mesmo acontece com o corpo da carta".  Numa carta anterior à visita à Espanha, Buckingham escreveu sobre as "pernas bem torneadas" de Jaime, com Buckingham fazendo questão de "referir-se ao corpo de Jaime de uma forma que ele poderia facilmente ter evitado". Em uma carta sem data a Jaime, Buckingham escreveu: "Eu me diverti, seu indigno servo, com esta disputa, se você me amava agora... melhor do que na época que nunca esquecerei em Farnham, onde a cabeceira da cama não podia ser encontrada entre o mestre e seu cachorro" - sobre o qual Young comenta, "eles tinham mais do que dormir em mente", e Bergernon que o Castelo de Farnham foi "presumivelmente o local do encontro sexual inicial entre Jaime e Buckingham".
Durante as reformas do Palácio de Apethorpe no século 21, os trabalhadores descobriram uma passagem que ligava os quartos de Jaime e Villiers. A descoberta da passagem secreta, de acordo com Dabiri, fornece uma "pista intrigante sobre a natureza do caso" entre o rei e o duque. Coleman vê a passagem, datada de 1622-24, como evidência de que a intimidade física entre os dois pode ter durado até os últimos anos da vida de Jaime.
Ciente de que o favoritismo do rei poderia prejudicá-lo quando a coroa passasse para seu filho Carlos e que ele acabaria dispensando seu favor real, Buckingham se insinuou para o jovem príncipe e se tornou seu amigo e conselheiro mais próximo. Sua imagem e persona mudaram após a ascensão de Carlos ao trono; de uma imagem efeminada que agradava a Jaime para uma imagem mais masculina de "virilidade e força". Na avaliação de Hunneyball, conquistar Carlos e se transformar era o caminho de Buckingham para a estabilidade, longe dos desequilíbrios de poder inerentes a um relacionamento com um rei que o havia feito - e poderia desfazê-lo.